# Neuillac
Neuillac é uma comuna francesa na região administrativa da Nova Aquitânia, no departamento de Charente-Maritime. Estende-se por uma área de 10,57 km². Em 2010 a comuna tinha 307 habitantes (densidade: 29 hab./km²).